# Design interior

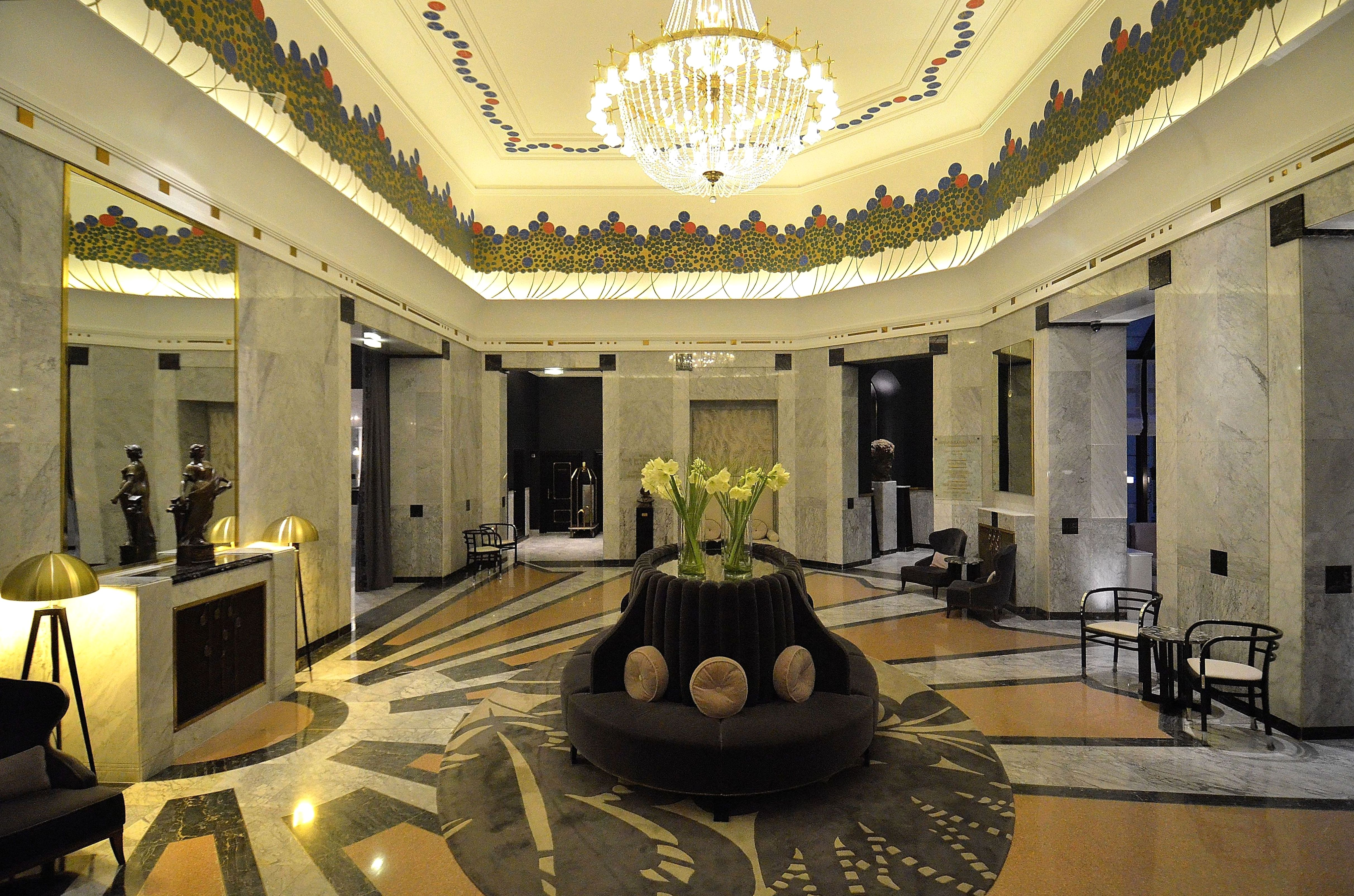
Holul hotelului Bristol, Varșovia

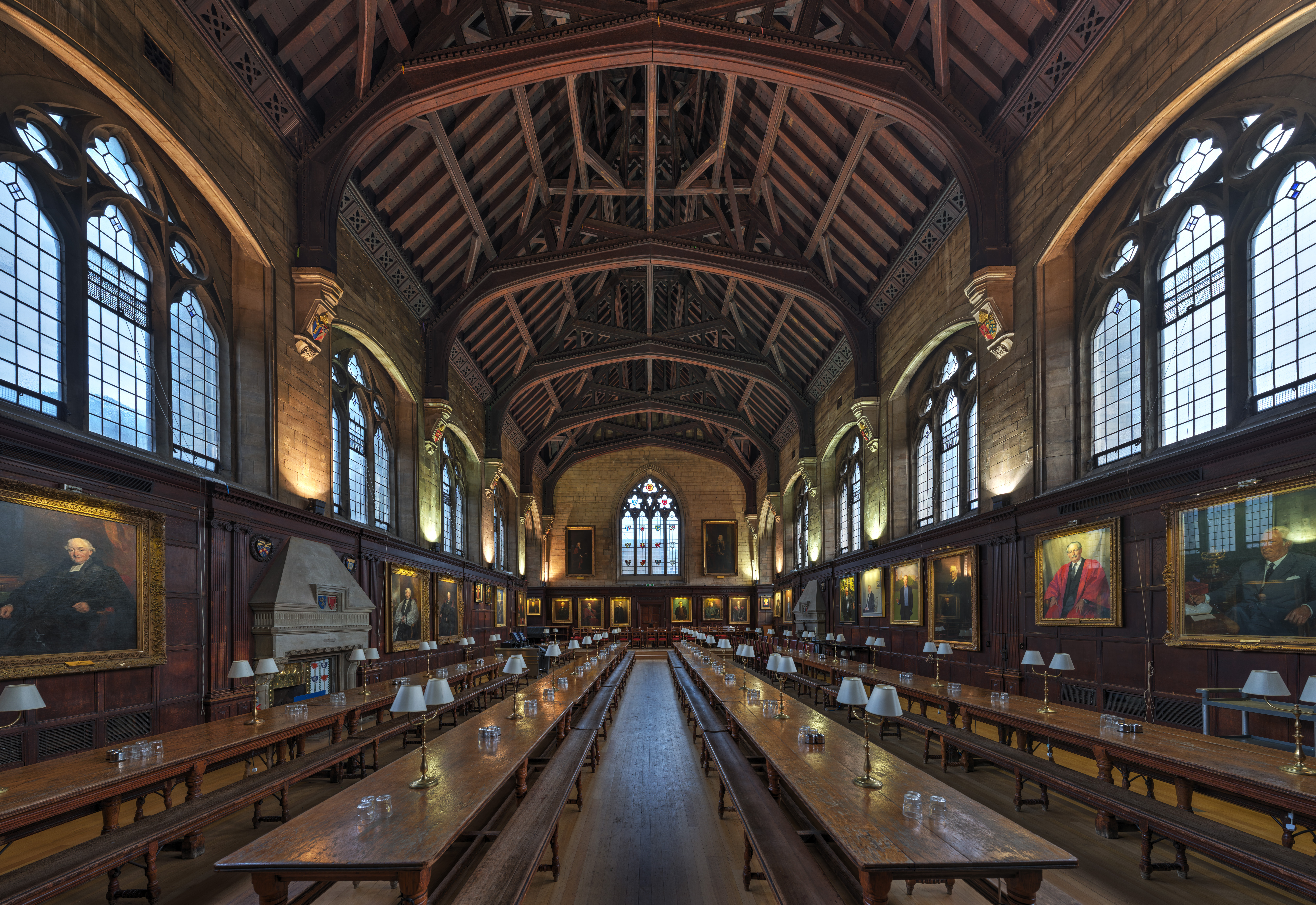
Un exemplu istoric: sala de mese Balliol College, Oxford

Arhitectura de interior, designul interior (engleză interior design) sau decorarea de interior constă din două activități principale:
- plan (proiectare de interior, releveu, concept) — crearea planului de interior, redactarea acesteia;
- amenajare — acțiunea de realizare a planului prin umplerea spațiilor sau reîmpărțirea acestora pe funcții și funcționalitate.

Această activitate stă în seama proiectantului de interior sau a arhitectului. Cele doua ocupații sunt incluse în nomenclatura programului Camerei de arhitectură și sunt protejate de lege.

## Istorie și termeni curenți
În trecut, interioarele au fost puse împreună instinctiv ca parte a procesului de construire. Profesia de design interior a fost o consecință a dezvoltării societății și a arhitecturii complexe care a rezultat din dezvoltarea proceselor industriale. Urmărirea utilizării eficiente a spațiului, a bunăstării utilizatorilor și a designului funcțional a contribuit la dezvoltarea profesiei contemporane de design interior. Profesia de design interior este separată și distinctă de rolul decoratorului interior, termen folosit în mod obișnuit în SUA. Termenul este mai puțin obișnuit în Marea Britanie, unde profesia de design interior este încă nereglementată și, prin urmare, strict vorbind, încă nu este oficial o profesie.
În India antică, arhitecții lucrau ca designeri de interior. Acest lucru poate fi văzut din referințele lui Vishwakarma, arhitect - unul dintre zeii din mitologia indiană. În plus, sculpturile care prezintă texte și evenimente antice se văd în palate construite în India din secolul al XVII-lea.
În Egiptul antic, "case de suflet" sau modele de case au fost plasate în cavouri ca recipiente pentru ofertele de mâncare.Dintre acestea, este posibil să se distingă detalii despre designul interior al diferitelor locuințe din diferitele dinastii egiptene, cum ar fi schimbările în ventilație, portițe, coloane, loggii, ferestre și uși.
De-a lungul secolului al XVII-lea și al XVIII-lea și în secolul al XIX-lea, decorarea interioară a reprezentat preocuparea gospodinelor sau a unui tapițer sau meșteșugar angajat care ar  sfătui asupra stilului artistic pentru un spațiu interior. Arhitecții ar angaja, de asemenea, meșteșugari sau artizani pentru a finaliza designul interior al clădirilor.